# Кауе (футболіст, 2004)
Кауе Родрігес Пессанья (порт. Kauê Rodrigues Pessanha, нар. 22 жовтня 2004, Куїссама) — бразильський футболіст, півзахисник клубу «Ботафогу» та молодіжної збірної Бразилії. Чемпіон Бразилії. Володар Кубка Лібертадорес.

## Клубна кар'єра
Кауе народився 2004 року в місті Куїссама, та є вихованцем юнацької команди футбольного клубу «Ботафогу». У професійному футболі дебютував 2024 року виступами за головну команду клубу «Ботафогу». У складі команди футболіст у 2024 році став чемпіоном Бразилії та володарем Кубка Лібертадорес.

## Виступи за збірні
У 2019 році Кауе зіграв 1 матч у складі юнацької збірної Бразилії.
З 2023 року футболіст грає в складі молодіжної збірної Бразилії. На молодіжному рівні зіграв в одному офіційному матчі.

## Титули і досягнення
- Чемпіон Бразилії (1):

«Ботафогу Сан-Паулу»: 2024
- Володар Кубка Лібертадорес (1):

«Ботафогу Сан-Паулу»: 2024